# Sommer-Paralympics 2012/Teilnehmer (Libanon)
| stlisierte Goldmedaille | stlisierte Silbermedaille | stlisierte Bronzemedaille |
| ----------------------- | ------------------------- | ------------------------- |
| —                       | —                         | —                         |

Der Libanon entsandte mit Edward Maalouf einen Radsportler zu den Paralympischen Sommerspielen 2012 in London. Maalouf schied im Straßenrennen Straßenrennen aus und konnte sich nicht platzieren, im Einzelzeitfahren H2 erreichte er Rang 9.

## Teilnehmer nach Sportart

### Radsport
| Athlet         | Wettbewerb          | Zeit          | Rang          |
| -------------- | ------------------- | ------------- | ------------- |
| Edward Maalouf | Straßenrennen H2    | ausgeschieden | ausgeschieden |
| Edward Maalouf | Einzelzeitfahren H2 | 30:01.34      | 9             |